# Tino Lettieri
Martino "Tino" Lettieri (Bari, 27 de setembro de 1957) é um ex-futebolista italiano, naturalizado canadense, que atuava como goleiro.

## Carreira
Defendeu apenas equipes do país que o acolheu: Minnesota Kicks, Vancouver Whitecaps (ainda na fase da NASL), Minnesota Strikers e Hamilton Steelers, seu último clube.
Lettieri defendeu a Seleção Canadense na Copa de 1986, a única disputada pelo maior país da América.
Hoje, Tino é empresário do ramo de produtos alimentícios.